# Plakbandhouder

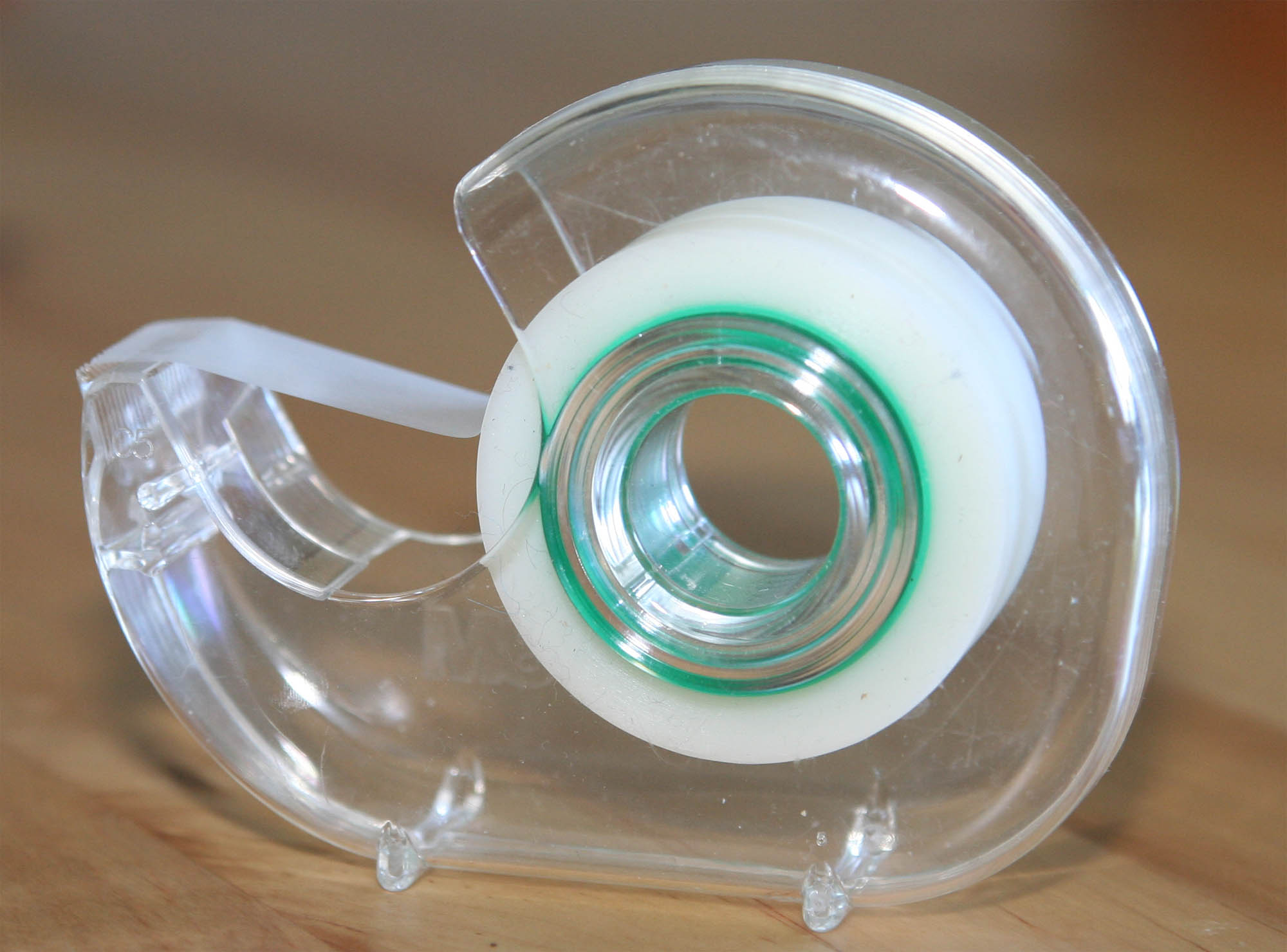
Slakvormige plakbandhouder van kunststof

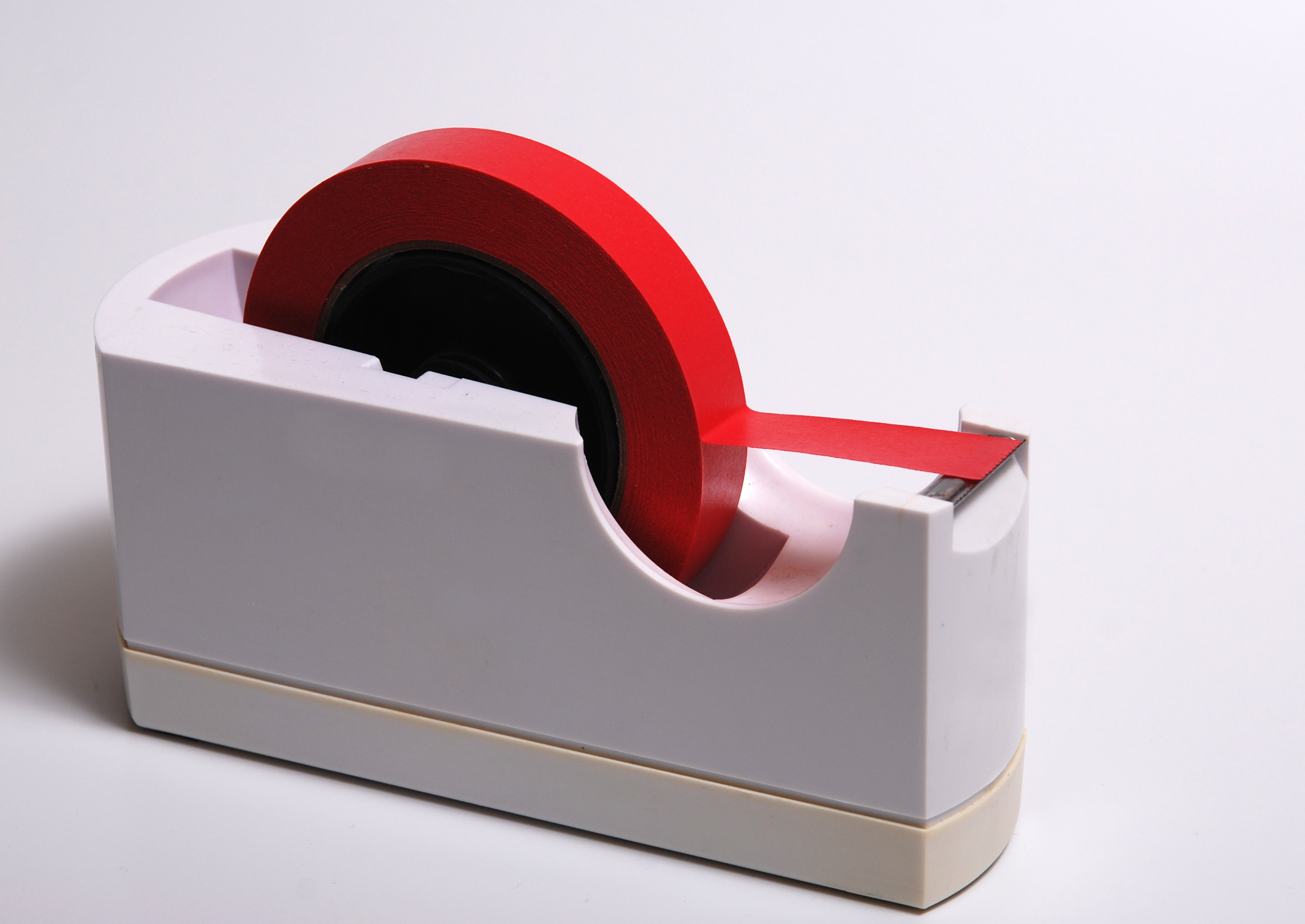
Tafelmodel plakbandhouder

Een plakbandhouder of plakbandroller is een kantoorartikel waarmee plakband of kleefband op maat van een rol gesneden kan worden. Aan een uiteinde van de houder bevindt zich een gekarteld snijblad om het plakband in de gewenste lengte van de in de houder geplaatste rol af te snijden.

## Geschiedenis
De eerste plakbandhouder met ingebouwd snijmesje werd in 1932 op de markt gebracht. Medewerker John Borden van de Amerikaanse producent van Scotch-plakband 3M, had anderhalf jaar gewerkt aan dit nieuwe product. Zonder houder was het plakband, toen vervaardigd van cellofaan, niet eenvoudig van de rol te trekken en scheurde het gemakkelijk. Met de nieuwe houder kon het plakband binnen enkele seconden worden afgewikkeld en bleef het uiteinde beschikbaar voor een volgende toepassing. Dit model, een rol op een diameterkern, bleef gangbaar, zij het dat in in 1939 ook een slakvormige plakbandhouder op de markt kwam 

## Materialen
Aanvankelijk werden plakbandhouders van hout of gietijzer gemaakt. Soms was het mechanisme van metaal en de staander van hout. Met de opkomst van kunststoffen werden er ook versies van bakeliet vervaardigd, daarna van kunststoffen als gehard plastic maar soms ook weer van hout of bamboe.

## Versies
Bij de eenvoudige lichte versies van kunststof moet het plakband handmatig uitgetrokken worden. Er zijn ook varianten waarbij een hendel gebruikt kan worden om het plakband in een vooraf ingestelde lengte af te snijden. De tafelmodellen zijn soms verzwaard waardoor ze  niet schuiven en het mogelijk is om ze met één hand te bedienen. Sommige plakbandhouders bevatten verschillende diameterkernen waardoor er plakbandrollen van variërende grootte in bevestigd kunnen worden.